# (74485) 1999 CJ101
(74485) 1999 CJ101 – planetoida z pasa głównego asteroid okrążająca Słońce w ciągu 5,5 lat w średniej odległości 3,11 j.a. Odkryta 10 lutego 1999 roku.